# 6813-as mellékút (Magyarország)
A 6813-as számú mellékút egy bő tíz kilométer hosszú, négy számjegyű országos közút Somogy vármegye és Zala vármegye határvidékén, közel a horvát határhoz. Csurgó és Nagykanizsa vonzáskörzete között köt össze néhány kisebb települést, összeköttetést biztosítva egyúttal a két város között is.

## Nyomvonala
A 6808-as útból ágazik ki, annak 3,900-as kilométerszelvénye közelében, Porrogszentkirály belterületének déli szélén. Északnyugat felé indul, Fő utca néven, majd 500 méter után – változatlan néven – északnak fordul, 1,6 kilométer után pedig kilép a község lakott területei közül. A második kilométerének elérésével egyidejűleg átlépi Porrog határát, ahol ismét nyugatabbi irányt vesz. 2,3 kilométer után beér a lakott területre, ott egy szakaszon ismét észak, majd kevéssel utóbb ismét nyugat felé folytatódik, 2,5 kilométer után pedig ki is lép a belterületről.
Kanyargós, szerpentines szakasza következik, aminek végén, 3,8 kilométer után átlép Porrogszentpál területére. E község lakott területeit nem érinti, oda csak egy önkormányzati út vezet, amely a 4,650-es kilométerszelvényénél ágazik ki belőle dél felé; ugyanott északnak is indul egy számozatlan, alsóbbrendű bekötőút, Nemespátró irányába. Az 5,550-es kilométerszelvényénél átlép az út Somogybükkösd területére, majd szinte azonnal kiágazik belőle észak felé a 68 129-es út, a településnek a központjától kissé elkülönülő északkeleti községrészébe. 7,1 kilométer után az út eléri Somogybükkösd lakott területeit, a neve itt Fő utca, 7,9 kilométer után pedig kilép a házak közül.
8,2 kilométer után egy éles kanyarral északnak fordul az út, majd 9,4 kilométer után eléri Surd déli határszélét, ott azzal párhuzamosan nyugati irányba kanyarodik. 9,8 kilométer után a két előbbi település és Zákányfalu hármashatára mellett halad el, 10,2 kilométer után pedig teljesen surdi területre, és ezzel Zala vármegye Nagykanizsai járásába lép. Külterületek közt ér véget, Surd legdélebbi lakott területeitől is közel másfél kilométernyi távolságra, beletorkollva a 6804-es útba, annak 20+700-as kilométerszelvényénél.
Teljes hossza, az országos közutak térképes nyilvántartását szolgáló kira.gov.hu adatbázisa szerint 10,624 kilométer.

## Települések az út mentén
- Porrogszentkirály
- Porrog
- Porrogszentpál
- (Zákányfalu)
- (Surd)